# Сененски рејон
Сененски рејон (блр. Сенненскі раён; рус. Сенненский район) административна је јединица другог нивоа у југоисточном делу Витепске области у Републици Белорусији. 
Административни центар рејона је град Сјано.

## Географија
Сененски рејон обухвата територију површине 1.966,05 км² и на 8. је месту је по површини међу рејонима Витепске области. Смештен је у југоисточном делу Витепске области и граничи се са Оршанским и Талачинским рејоном на југу, Чашничким на западу, Бешанковичким на северу и Витепским и Љозненским на североистоку и истоку. 
Од севера ка југу протеже се дужином од око 42 км, односно око 70 км од запада ка истоку. Лежи на брежуљкастом подручју Оршанског побрђа. Преко подруча рејона не прелазе већи водотоци, а постоји 69 мањих језера
Под шумама је око 42% површина, док мочваре заузимају око 15,5 хектара.

## Историја
Сенонски рејон је основан 17. јула 1924. године из Сенонског округа који је био део некадашње Могиљовске губерније. У садашњим границама је од 1960. године. 

## Демографија
Према резултатима пописа из 2009. на подручју Сенонског рејона живело је 26.307 становника или у просеку 13,38 ст/км².
| 1959.  | 1970.  | 1979.  | 1989.  | 1999.  | 2009.  |
| ------ | ------ | ------ | ------ | ------ | ------ |
| 56.494 | 50.811 | 43.264 | 38.957 | 34.420 | 26.307 |

Основу популације чине Белоруси са 94,21% и Руси са 4,31%. На све остале отпада 1,48% популације. 
Административно, рејон је подељен на подручје града Сјаноа који је административни центар рејона и варошицу Багушевск, те на 8 сеоских општина. На територији рејона постоји укупно 329 насељених места.

## Саобраћај
Преко територије рејона пролазе железнички правци на релацији Орша—Лепељ и Орша—Витепск. Недалеко од Унеча—Полацк и нафтовод Дружба. 